# Tom Smith (maquilleur)
Pour les articles homonymes, voir Tom Smith et Smith.
Tom Smith est un maquilleur britannique, né le 15 août 1920 et mort le 3 avril 2009.

## Filmographie

### Cinéma
- 1956 : Le Tour du monde en quatre-vingts jours de Michael Anderson (équipe britannique - non crédité)
- 1959 : Salomon et la Reine de Saba de King Vidor
- 1963 : Hôtel international de Anthony Asquith
- 1963 : La Maison du diable de Robert Wise
- 1964 : La Rolls-Royce jaune de Anthony Asquith
- 1965 : Répulsion de Roman Polanski
- 1965 : Sherlock Holmes contre Jack l'Éventreur
- 1966 : Khartoum de Basil Dearden
- 1967 : Le Bal des vampires de Roman Polanski
- 1969 : Anne des mille jours de Charles Jarrott
- 1970 : Les Horreurs de Frankenstein de Jimmy Sangster
- 1971 : Comtesse Dracula de Peter Sasdy
- 1971 : Macbeth de Roman Polanski
- 1972 : Le Limier de Joseph L. Mankiewicz
- 1974 : Top Secret de Blake Edwards
- 1975 : Le Sixième Continent de Kevin Connor
- 1976 : L'Oiseau bleu de George Cukor
- 1977 : Un pont trop loin de Richard Attenborough
- 1978 : Fedora de Billy Wilder
- 1978 : Le Cercle de fer de Richard Moore
- 1978 : Les 39 Marches de Don Sharp
- 1980 : Shining de Stanley Kubrick
- 1981 : Les Aventuriers de l'arche perdue de Steven Spielberg
- 1982 : Ghandi de Richard Attenborough
- 1983 : Star Wars, épisode VI : Le Retour du Jedi de Richard Marquand
- 1984 : Indiana Jones et le Temple maudit de Steven Spielberg

### Télévision
- 1962 : Le Saint (1 épisode)

## Nominations
- Oscar du cinéma :
  - Oscar du meilleur maquillage 1983 (Ghandi)
- British Academy Film and Television Arts Awards :
  - British Academy Film Award des meilleurs maquillages et coiffures 1983 (Ghandi)
- Saturn Award :
  - Saturn Award du meilleur maquillage 1985 (Indiana Jones et le Temple maudit)